# Скачани
Скачани (слч. Skačany) насељено је мјесто са административним статусом сеоске општине (слч. obec) у округу Партизанске, у Тренчинском крају, Словачка Република.

## Становништво
| Година:    | 1994. | 2004.   | 2014.   | 2024.   |
| ---------- | ----- | ------- | ------- | ------- |
| Број људи: | 1252  | 1274    | 1372    | 1327    |
| Разлика:   |       | +1,75 % | +7,69 % | -3,27 % |

| Година:    | 2023. | 2024.   |
| ---------- | ----- | ------- |
| Број људи: | 1319  | 1327    |
| Разлика:   |       | +0,60 % |

Према подацима о броју становника из 2011. године насеље је имало 1.306 становника.